# Bitwa pod Ad Decimum
Bitwa pod Ad Decimum – starcie zbrojne, które miało miejsce 13 września 533 r. w trakcie wojny Bizantyjczyków z Wandalami (533–534).
31 sierpnia 533 roku inwazyjna flota bizantyńska pod wodzą Belizariusza dotarła do leżącego w Afryce Północnej królestwa Wandalów. Po wylądowaniu armia bizantyńska wyruszyła w głąb lądu. Ich śladem ruszyli Wandalowie dowodzeni przez króla Gelimera, którzy chcieli zwabić nieprzyjaciela do miejscowości Ad Decimum. Brat króla Ammatas miał napaść na przeciwnika od przodu, drugi oddział pod wodzą Gibamunda miał uderzyć na lewe skrzydło, podczas gdy sam król zaatakować miał tyły wroga.
Bitwa zakończyła się jednak klęską Wandalów. Głównym jej powodem był brak koordynacji w armii Wandalów. Bizantyńczycy zdołali rozbić wojska Ammatasa, zanim na placu boju pojawiły się pozostałe oddziały. W starciu poległ Ammatas.
Pokonanych Wandalów wojska wschodniorzymskie ścigały aż do samej Kartaginy. W tym czasie drugi oddział Wandalów w sile 2000 ludzi został rozbity na Polu Solnym przez walczących u boku z Bizantyńczyków Hunów (600 ludzi).
Klęski te osłabiły siły Gelimera, co zmusiło go do poszukiwania lepszych pozycji obronnych. Belizariusz zaś mógł teraz łatwo zorientować się w położeniu wojsk przeciwnika i przygotować do decydującego starcia.